# (37547) 1981 EH22
1981 EH22 (asteroide 37547) é um asteroide da cintura principal. Possui uma excentricidade de 0.08831500 e uma inclinação de 1.99933º.
Este asteroide foi descoberto no dia 2 de março de 1981 por Schelte J. Bus em Siding Spring.